# フォエ (単位)
フォエ（foe）は、天文学で使われるエネルギーの単位である。1 フォエは 1044 J または 1051 エルグに相当する。これはおよそ超新星爆発1回分のエネルギーに相当する。
名前の由来は、1フォエをエルグで表した時の指数51とエルグの頭文字を組み合わせたもの（fifty-one ergs）である。
超新星爆発は、非常に莫大なエネルギーを短い時間（概ね10秒）で放出する。このため、他のエネルギー現象を表すのにはあまり役に立たない。例えば、太陽が一生（約122億年）をかけて放出するエネルギーは、およそ1.4フォエ（1.4×1044 J）程度である。